# Боднарівська сільська рада (Калуський район)
| Боднарівська сільська рада — орган місцевого самоврядування у Калуському районі Івано-Франківської області з адміністративним центром у с. Боднарів. Водоймища на території, підпорядкованій даній раді: річка Луква. Сільській раді підпорядковані населені пункти: - с. Боднарів |

## Склад ради
Рада складається з 17 депутатів та голови.

### Керівний склад ради
| ПІБ                           | Основні відомості                                            | Дата обрання | Дата звільнення |
| ----------------------------- | ------------------------------------------------------------ | ------------ | --------------- |
| Матківська Галина Ярославівна | Сільський голова, 1959 року народження, освіта               | 26.03.2006   | 31.10.2010      |
| Матківська Галина Ярославівна | Сільський голова, 1959 року народження, освіта, позапартійна | 31.10.2010   |                 |

Примітка: таблиця складена за даними джерела